# Genduplikation

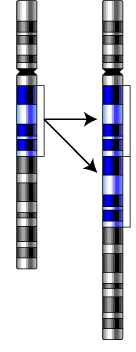
En kromosom före (vänster) och efter (höger) att genduplicering skett. Det blå området är den sekvens som duplicerats.

Genduplikation (eller genamplifiering) är när det genetiska materialet förändras så att en individ får flera upplagor av en eller flera gener. Detta kan dels få konsekvenser för individen, men är framför allt en viktig drivkraft för evolutionen. Den som formulerade teorin om att genduplikation har en viktig roll i evolutionen var Susumu Ohno i hans klassiska bok Evolution by gene duplication (vilket betyder "Evolution genom genduplicering"). Idag är detta accepterat som en viktig evolutionär drivkraft. 
Genduplikation uppstår som en följd av ett misstag i DNA-replikationen, då en sträcka av en kromosom som innehåller en eller flera gener dupliceras. Samma typ av duplikation kan ske även i de DNA-sträckor som inte innehåller gener, men detta ger sällan någon märkbar effekt. En genduplikation kan få till effekt att det tillverkas mera av det protein som genen kodar för. Ett exempel är generna i familjen Cytokrom P450, som har en viktig funktion för nedbrytningen av gifter och andra substanser såsom läkemedel i kroppen. Det finns exempel på människor som har haft dussinet upplagor av en gen, och därför bryter ner vissa läkemedel extremt varefter man inte kunde se någon effekt av behandlingen.
Genduplikation är en viktig mekanism för evolutionen. Så länge det bara finns en enda upplaga av en livsviktig gen, kommer mutationer av denna gen att selekteras bort. Finns det istället två upplagor av genen, kan den andra genen förändras genom slumpmässiga mutationer utan att individen blir icke livsduglig. Den nya kopian kan fritt flyttas till andra lokus på kromosomen så dess reglering ändras, kombineras med delar från andra gener till en ny gen sammansatt av flera olika moduler, eller genom mutation förändras i vissa delar så att dess funktion förändras. Om den tappar delar av sin DNA-sekvens så att den inte längre är en funktionell gen, har den omvandlats till en pseudogen. 
När hela genomet dupliceras så att en individ får dubbel genuppsättning kallas detta genomduplikation. Man tror att jästens genuppsättning duplicerades på detta sätt för ungefär en miljon år sedan. De organismer för vilka genomduplikation är vanligast är växterna, där det är vanligt att nya arter utvecklats ur gamla genom genomduplikation. En organism som genomgått genduplikation kallas polyploid. Polyploider är typiskt större och kraftigare växter än sina föregångare med mindre antal kromosomer. Detta inträffar ofta spontant; man kan hitta exempelvis enstaka jättestora maskrosor. Jordbruket och växtförädlingen har flitigt utnyttjat växternas förmåga att bilda polyploida organismer; ett exempel är de olika arterna av jordgubbar som har mångdubbelt flera kromosomer än föregångaren smultron.